# IKZF1
IKZF1 (англ. IKAROS family zinc finger 1) – білок, який кодується однойменним геном, розташованим у людей на короткому плечі 7-ї хромосоми. Довжина поліпептидного ланцюга білка становить 519 амінокислот, а молекулярна маса — 57 528.
| 10         |  | 20         |  | 30         |  | 40         |  | 50         |
| ---------- |  | ---------- |  | ---------- |  | ---------- |  | ---------- |
| MDADEGQDMS |  | QVSGKESPPV |  | SDTPDEGDEP |  | MPIPEDLSTT |  | SGGQQSSKSD |
| RVVASNVKVE |  | TQSDEENGRA |  | CEMNGEECAE |  | DLRMLDASGE |  | KMNGSHRDQG |
| SSALSGVGGI |  | RLPNGKLKCD |  | ICGIICIGPN |  | VLMVHKRSHT |  | GERPFQCNQC |
| GASFTQKGNL |  | LRHIKLHSGE |  | KPFKCHLCNY |  | ACRRRDALTG |  | HLRTHSVGKP |
| HKCGYCGRSY |  | KQRSSLEEHK |  | ERCHNYLESM |  | GLPGTLYPVI |  | KEETNHSEMA |
| EDLCKIGSER |  | SLVLDRLASN |  | VAKRKSSMPQ |  | KFLGDKGLSD |  | TPYDSSASYE |
| KENEMMKSHV |  | MDQAINNAIN |  | YLGAESLRPL |  | VQTPPGGSEV |  | VPVISPMYQL |
| HKPLAEGTPR |  | SNHSAQDSAV |  | ENLLLLSKAK |  | LVPSEREASP |  | SNSCQDSTDT |
| ESNNEEQRSG |  | LIYLTNHIAP |  | HARNGLSLKE |  | EHRAYDLLRA |  | ASENSQDALR |
| VVSTSGEQMK |  | VYKCEHCRVL |  | FLDHVMYTIH |  | MGCHGFRDPF |  | ECNMCGYHSQ |
| DRYEFSSHIT |  | RGEHRFHMS  |  |            |  |            |  |            |

A: Аланін

C: Цистеїн

D: Аспарагінова кислота

E: Глутамінова кислота

F: Фенілаланін

G: Гліцин

H: Гістидин

I: Ізолейцин

K: Лізин

L: Лейцин

M: Метіонін

N: Аспарагін

P: Пролін

Q: Глутамін

R: Аргінін

S: Серин

T: Треонін

V: Валін

Кодований геном білок за функціями належить до репресорів, активаторів, регуляторів хроматину, білків розвитку, фосфопротеїнів. 
Задіяний у таких біологічних процесах, як транскрипція, регуляція транскрипції, клітинний цикл, альтернативний сплайсинг. 
Білок має сайт для зв'язування з іонами металів, іоном цинку, ДНК. 
Локалізований у цитоплазмі, ядрі.